# Grootaertia kuznetsovi
Grootaertia kuznetsovi är en tvåvingeart som beskrevs av Grichanov 1999. Grootaertia kuznetsovi ingår i släktet Grootaertia och familjen styltflugor. Inga underarter finns listade i Catalogue of Life.